# Rudolf Dreyer
Rudolf Dreyer (* 31. August 1910 in Höxter; † 24. August 1998) war ein deutscher Neurologe, klinischer Neurophysiologe und Epileptologe.

## Leben
Nach dem Studium in Bonn, Freiburg im Breisgau und Kiel legte Dreyer 1937 das Staatsexamen ab. Nach dem Beginn der Facharztweiterbildung war er von 1939 bis 1945 Truppenarzt. Nach dem Kriegsende schloss er zunächst bis 1949 die Facharztweiterbildung an den von Bodelschwinghschen Anstalten (seit 2010: Stiftung) Bethel in Bielefeld ab. Bei dem Neurologen und Neurophysiologen Richard Jung in Freiburg absolvierte er eine zusätzliche Weiterbildung in klinischer Neurophysiologie.
1950 wurde Dreyer in Bethel zum Oberarzt ernannt und von 1962 bis 1971 war er Leitender Arzt (bis 1967 gemeinsam mit Gerhard Schorsch; 1967–1971 gemeinsam mit Eckart Wiesenhütter, ehemals Assistent und Privatdozent unter Viktor Emil von Gebsattel in Würzburg) der Klinik für Anfallskranke „Mara“ am Epilepsie-Zentrum Bethel. 1951 betrieb er die erste Anschaffung eines EEG-Gerätes an einer nichtuniversitären Klinik in Deutschland und 1971 zeitgleich mit den Universitätskliniken Bonn und Berlin der ersten Video-EEG-Doppelbildanlagen.
1971 übergab Dreyer die Leitung der Klinik „Mara“ an Erwin Stenzel und wechselte in die Gesellschaft für Epilepsieforschung e.V. in Bethel mit Übernahme eines Forschungsauftrages der Deutschen Forschungsgemeinschaft. 1973 wurde er zum Professor ernannt und 1979 trat er in den Ruhestand.
Neben zahlreichen Artikeln in Fachzeitschriften war Dreyer auch (Ko-)Autor bzw. Herausgeber von einigen Büchern und Broschüren.
Auszeichnungen erfolgten u. a. 1972 mit dem Michael-Preis der Stiftung Michael, 1975 als „Ambassador for Epilepsy“ durch die Internationale Liga gegen Epilepsie (ILAE) und das Internationale Büro für Epilepsie (IBE) sowie 1979 mit der Ehrenmitgliedschaft der Deutschen Sektion der ILAE (seit 2004: Deutsche Gesellschaft für Epileptologie).